# Mérges ádáz
A mérges ádáz (Aethusa cynapium) (más néven hajas ádáz, ádáz, ádázó bürök, ebzeller, kutyapetrezselyem,) egyéves (ritkán kétéves) növény a zellerfélék (Apiaceae) családjából. Őshonos Európában, Nyugat-Ázsiában és Afrika északnyugati részén. Az ádáz (Aethusa) nemzetség egyetlen faja. Mérgező növény, de a zellerfélék családba tartozó rokonai közül a foltos büröknél (Conium maculatum) kevésbé. A világ számos részén megtalálható, bolygatott területek gyomnövénye.

## Leírás

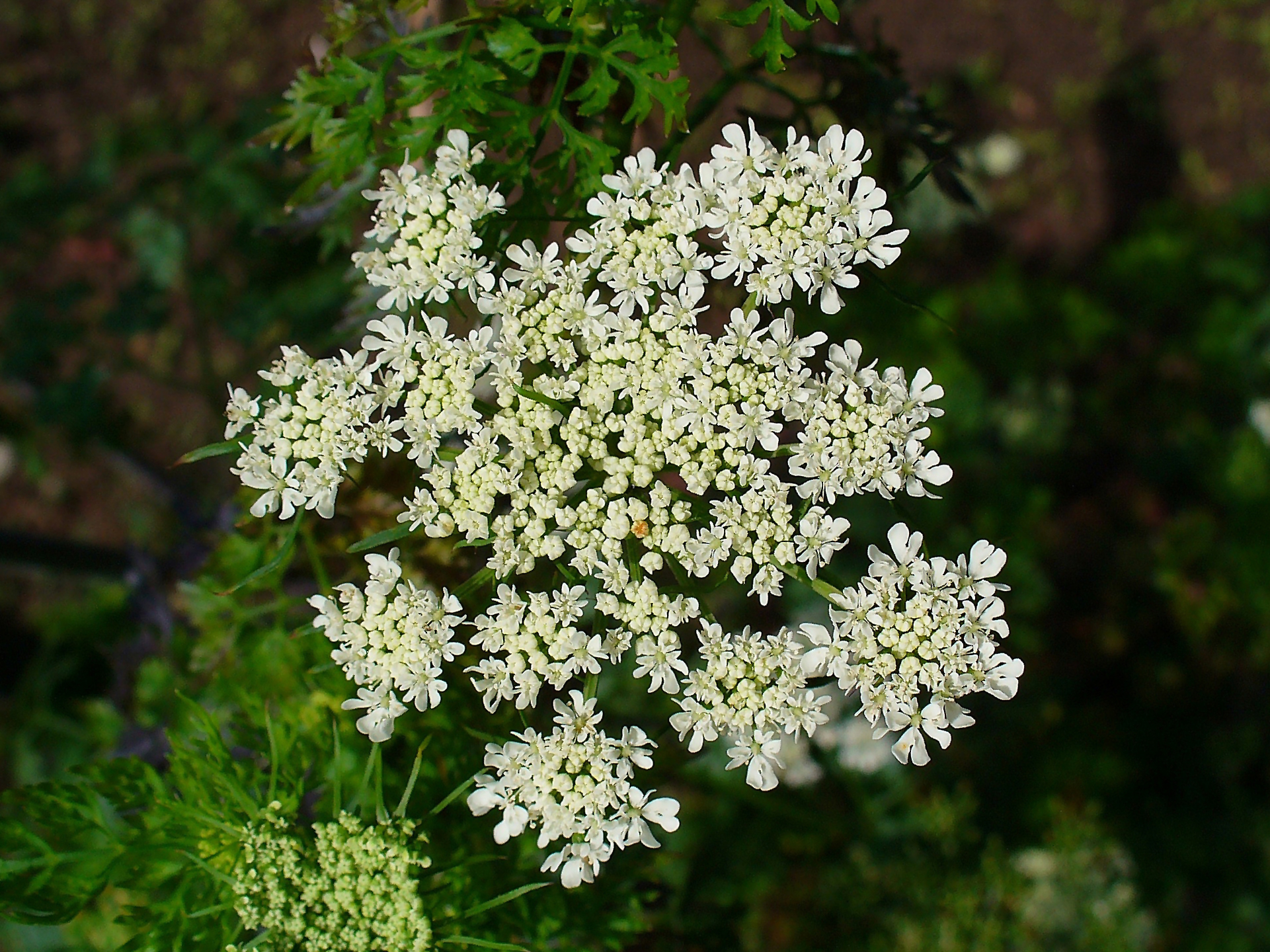
Az ádáz virágzata

Gyökere orsó alakú. Szára sima, üreges, elágazó, kb. 1 m magasra nő. Levelei szórt állásúak, osztottak, sima felszínűek, eldörzsölve hagymára emlékeztető szaguk van. Virágzata fehér színű összetett ernyő, apró virágai kétivarúak. A termés a családra jellemző ikerkaszat. Július-augusztusban virágzik, a termésérés augusztus–szeptemberben történik.

## Alfajok
- Aethusa cynapium subsp. agrestis (Wallr.) Dostál
- Aethusa cynapium subsp. cynapium
- Aethusa cynapium subsp. giganteum Lej.[4]

## Felhasználás
Bár meglehetősen mérgező, esetenként használták a népi gyógyászatban nyugtatóként és gyomorerősítőként, illetve hasmenés esetén. 
Manapság a gyógynövényterápiában nem használatos, az alternatív gyógyászat közül szinte kizárólag a homeopátia alkalmazza.
A mérgezés tünetei forró érzés a szájban és a torokban; kis mennyiségű fogyasztás esetén fájdalomérzést, zavaros látást és hányást okozhat.
Mivel egyes mérgező vegyületek a szárítás során elbomlanak, a széna, amely a növényt tartalmazza, nem mérgező.